# South Pacific Hard Court Championships
Il South Pacific Hard Court Championships è stato un torneo di tennis facente parte del Grand Prix giocato dal 1974 al 1975 a Melbourne in Australia su campi in terra rossa.

## Albo d'oro

### Singolare
| Anno | Vincitore       | Finalista      | Punteggio     |
| ---- | --------------- | -------------- | ------------- |
| 1974 | Dick Stockton   | Geoff Masters  | 6–2, 6–3, 6–2 |
| 1975 | Brian Gottfried | Harold Solomon | 6–2, 7–6, 6–1 |

### Doppio
| Anno | Vincitori                   | Finalisti                    | Punteggio |
| ---- | --------------------------- | ---------------------------- | --------- |
| 1974 | Grover Raz Reid Allan Stone | Mike Estep Paul Kronk        | 7–6, 6–4  |
| 1975 | Ross Case Geoff Masters     | Brian Gottfried Raúl Ramírez | 6–4, 6–0  |